# Alex Saab
Pour les articles homonymes, voir Saab (homonymie).
Alex Nain Saab Morán, né le 21 décembre 1971 à Barranquilla (Colombie), est un homme d'affaires de nationalités colombienne et vénézuélienne, ayant des origines libanaises, mentionné dans les Panama Papers, les FinCEN Files, et les Pandora Papers,,,,.

## Carrière
Saab s'est enrichi de l'activité de fournisseur de matériaux de la Mision Vivienda au Venezuela. Armando.info, un journal d'investigation vénézuélien, a rapporté que Saab avait reçu 159 millions de dollars américains du gouvernement vénézuélien pour importer des matériaux de construction entre 2012 et 2013, mais n'avait livré que des produits d'une valeur de 3 millions de dollars américains. Il a ensuite vendu de la nourriture au Venezuela pour plus de 200 millions de dollars américains dans le cadre d'un contrat signé par le président Nicolás Maduro,. La nourriture a ensuite été revendue au Venezuela pour 112% de plus que son prix d'origine.
Saab a fait l'objet d'une enquête par les autorités colombiennes pour avoir supposement blanchi 25 000 millions de dollars entre 2004 et 2011. Le 8 mai 2019, le bureau du procureur général de Colombie a inculpé Saab d'accusations de blanchiment d'argent, de complot pour commettre des crimes, d'enrichissement illicite, d'exportations fictives et importations et fraude aggravée pour des événements liés à sa entreprise Shatex. Au cours de ces investigations, ses commissaires aux comptes ont été arrêtés et inculpés par le parquet.
Lors d'un arrêt de carburant au Cap-Vert,, Alex Saab est arrêté alors qu'il se rendait d'Iran au Venezuela à bord d'un avion d'affaires le 12 juin 2020,. Saab a été arrêté conformément à une notice rouge d'Interpol concernant son inculpation aux États-Unis, accusé de blanchiment d'argent,. L'extradition de Saab vers les États-Unis a été approuvée par le tribunal d'appel de Barlovento, la Cour suprême de justice du Cap-Vert et sa Cour constitutionnelle,,.
Le gouvernement vénézuélien a nié ou ignoré toute relation avec Saab pendant des années, jusqu'à son arrestation au Cap-Vert. À la suite de celle-ci, le gouvernement de Maduro déclare que Saab a été désigné comme « envoyé spécial » pour négocier les expéditions de carburant et d'aide humanitaire en provenance d'Iran. Puis il déploie une campagne de soutien en faveur de Saab et nommant Saab ambassadeur adjoint du Venezuela auprès de l’Union africaine pour empêcher son extradition,, et utilisant les comptes de médias sociaux du gouvernement et en remplissant Caracas d'affiches, de murales et de graffitis, demandant sa libération, organiser des manifestations en sa faveur,,, et en lançant une série YouTube sur lui.
Alex Saab est extradé vers les États-Unis le 16 octobre 2021, inculpé de huit cas de blanchiment d'argent, accusé d'avoir déplacé 350 millions de dollars du Venezuela vers des comptes contrôlés aux États-Unis et dans d'autres pays, punissable de vingt ans de prison,. Le département du Trésor américain a décrit Alex Saab comme un « profiteur orchestrant un vaste réseau de corruption » qui aurait permis « au président Nicolás Maduro et à son régime de profiter de manière significative des importations et de la distribution de produits alimentaires au Venezuela ». Le gouvernement de Maduro a suspendu les négociations avec l'opposition en guise de réponse,,. Le procès d'Alex Saab, initialement prévu en octobre 2022, est reporté en raison d’un recours présenté par sa défense, avançant son immunité diplomatique. 
Le 20 décembre 2023, dans le cadre d'un accord de libération et d'échange de prisonniers, entre le Vénézuela et les États-Unis. À son arrivée à Caracas Alex Saab, est accueilli en grande pompe par le président vénézuelien Nicolas Maduro. 